# أشبور متوج جنوبي
أشبور متوج جنوبي (الاسم العلمي Caracara plancus)، طائر جارح من الأشبور وفصيلة الصقرية. متوسط القد، طوله يراوح من 50 إلى 65 سم. موطنه أمريكا الجنوبية.

## معرض صور

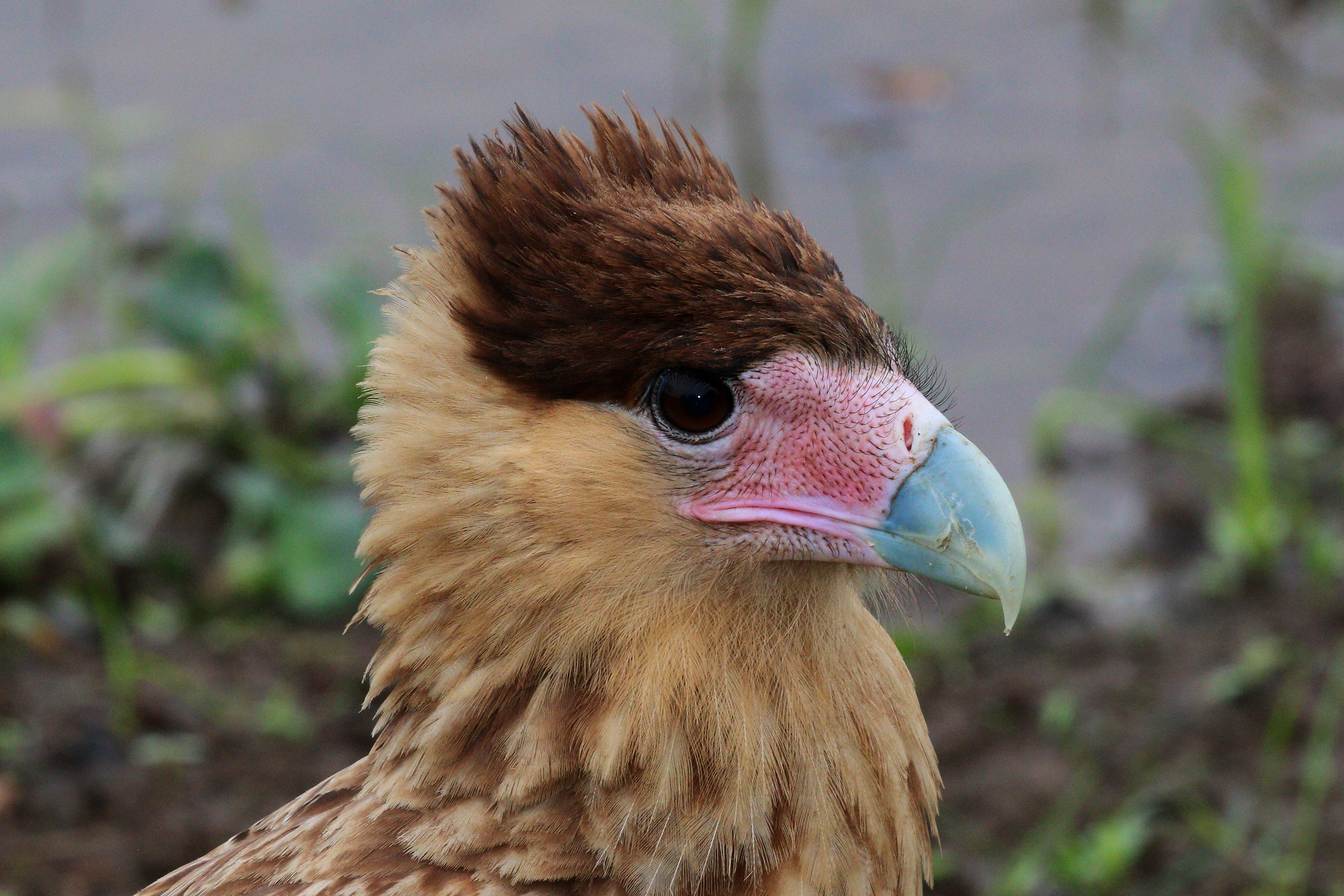
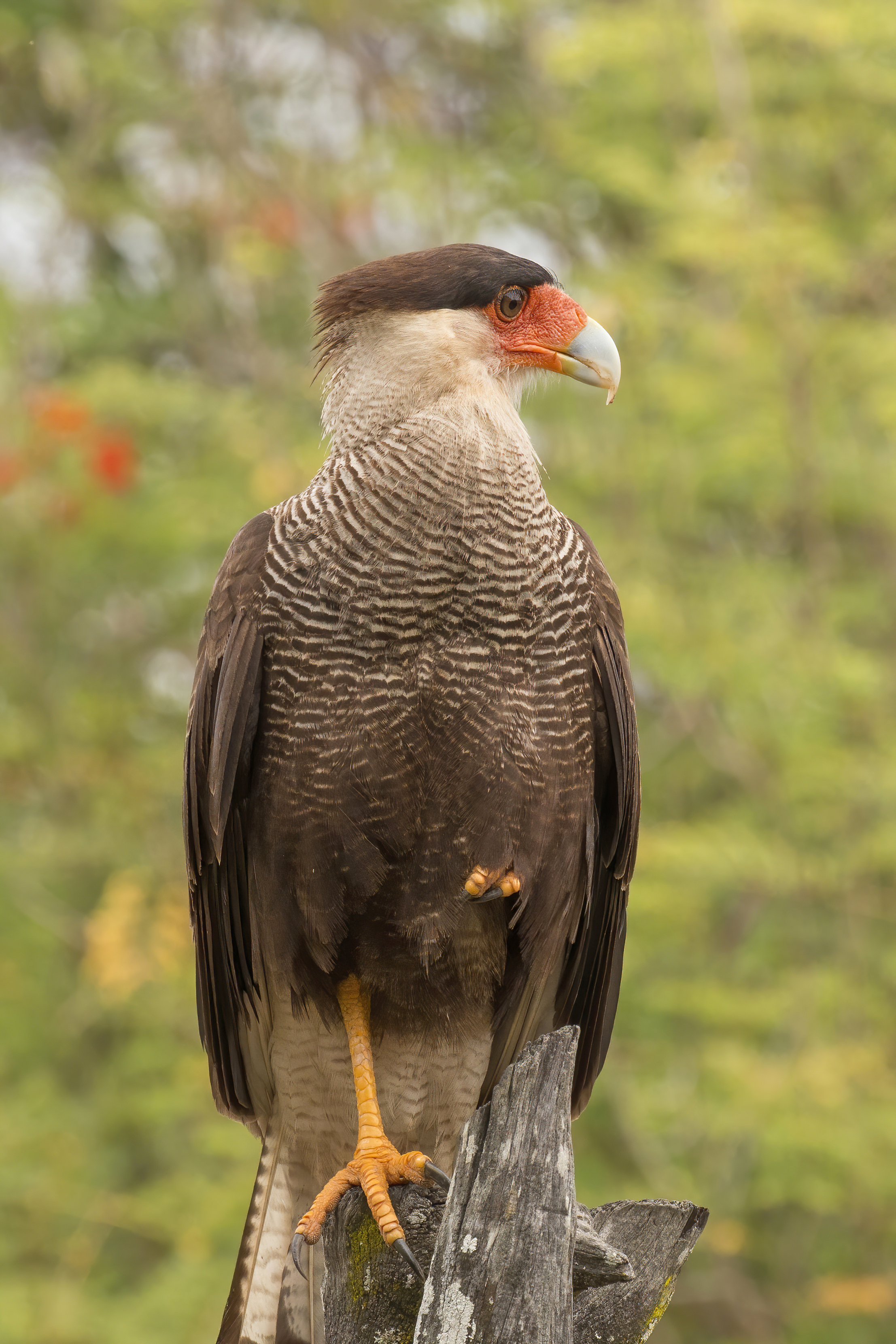
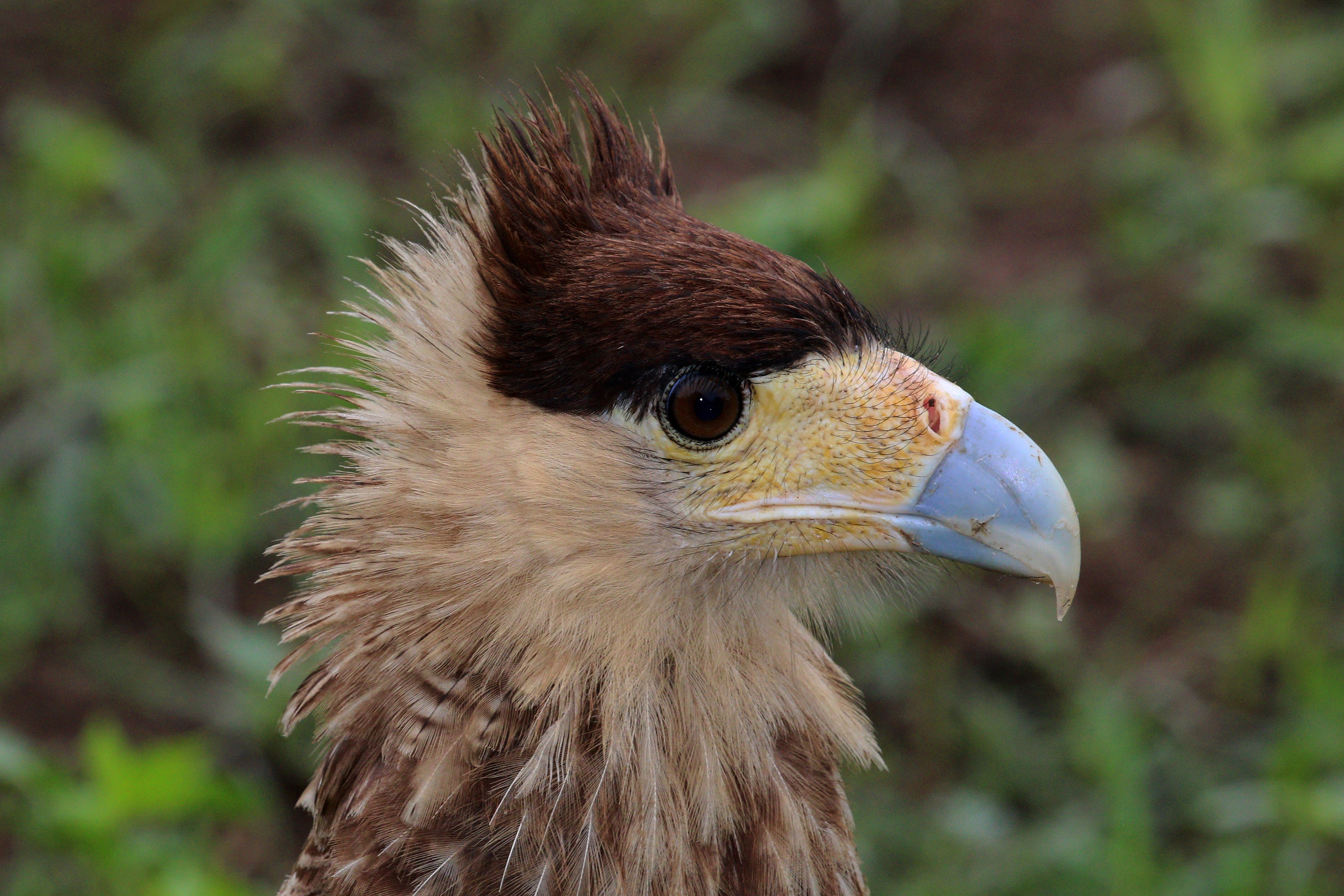
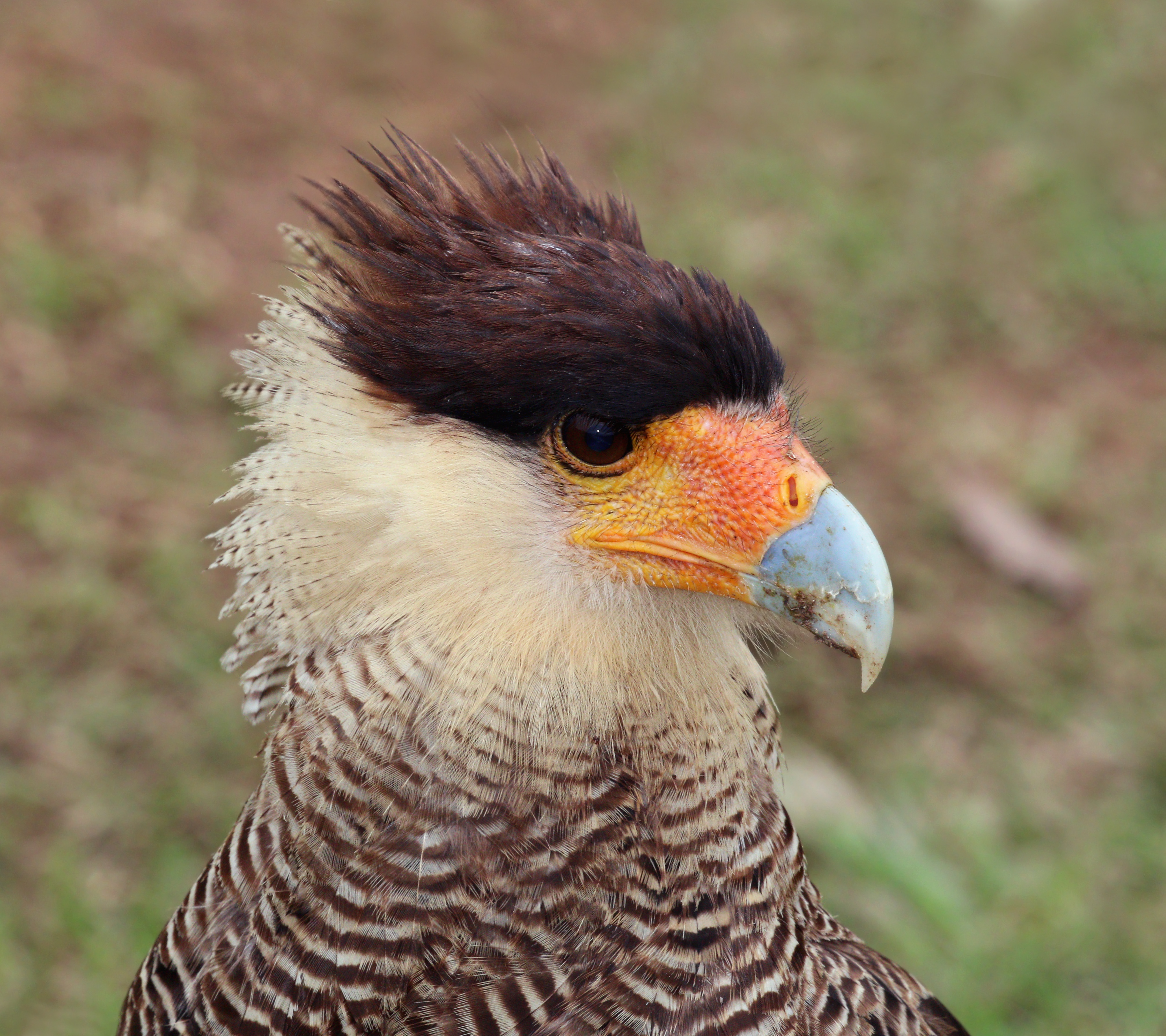
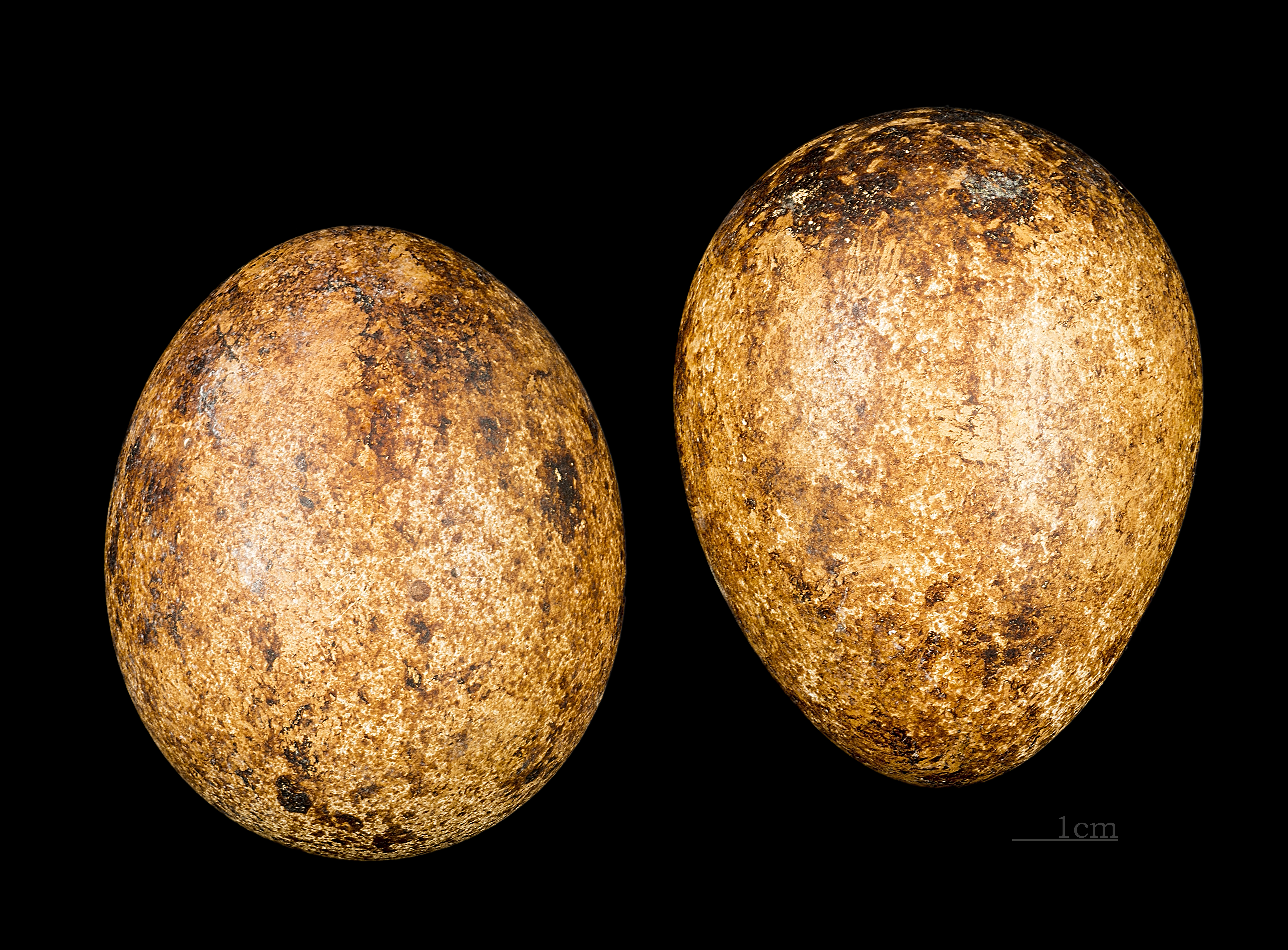